# Mehen (juego)

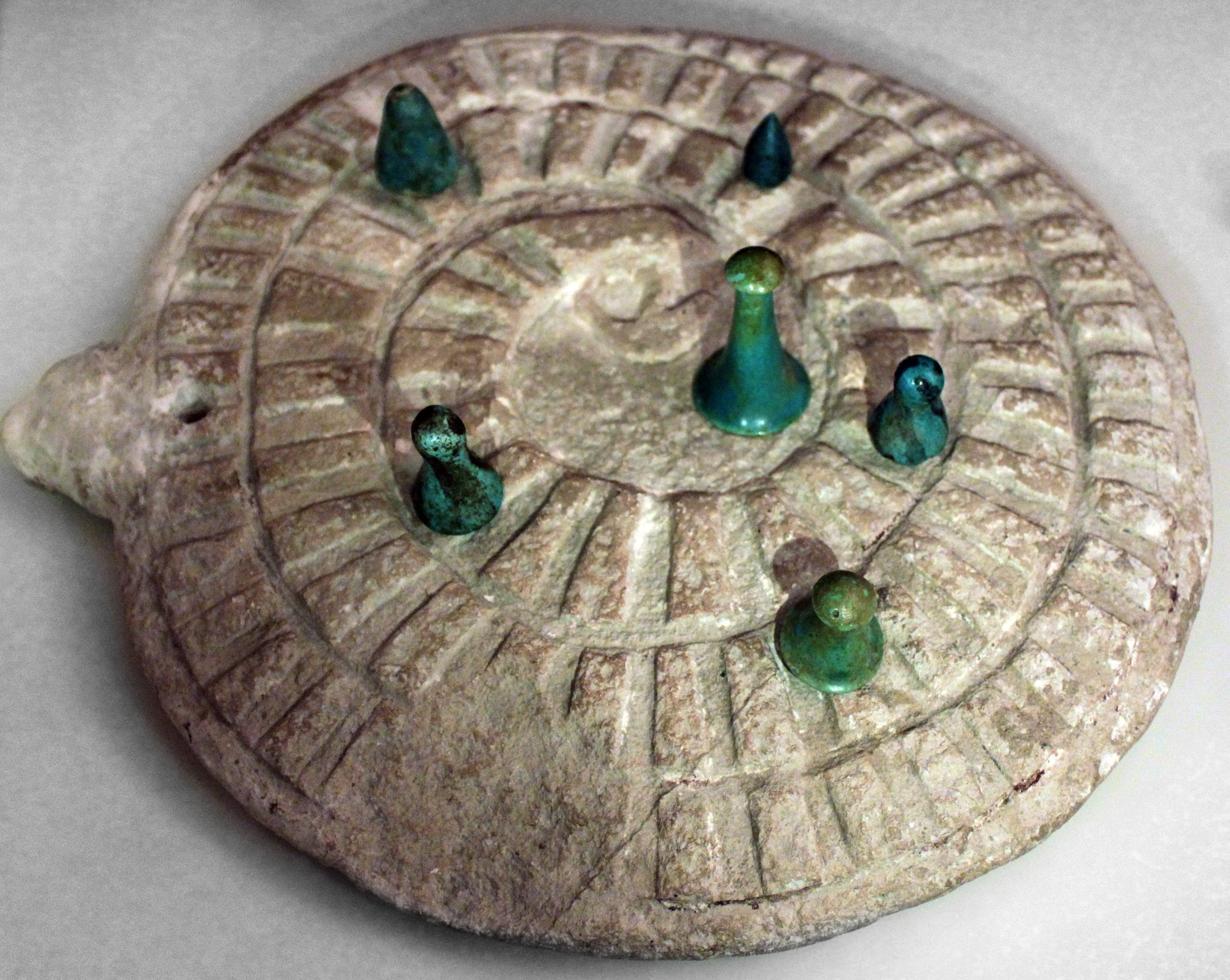
Mehen juego con piedras, de Abydos, 3.000 aC, Neues Museum.

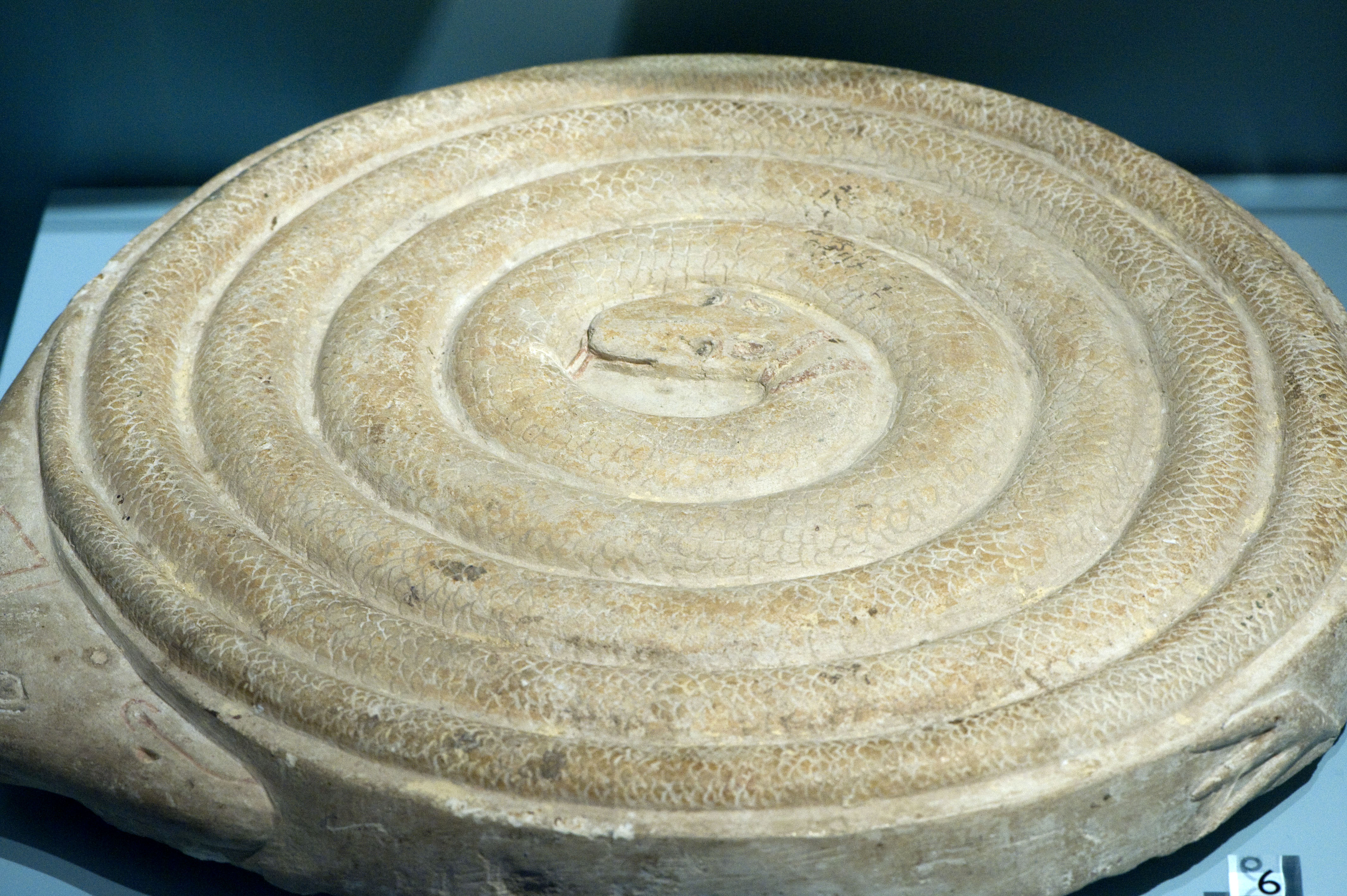
Un ejemplo de Mehen.

Mehen es un juego de mesa que se jugó en el Antiguo Egipto. El nombre del juego proviene de Mehen, una serpiente dios protector Ra, durante su noche de viaje en tiempo Inframundo. Solo hay referencia al juego en pinturas y los historiadores sugieren que es un juego.

## El juego
Hay un tablero que representa una serpiente enroscada cuyo cuerpo se divide en espacios rectangulares. Se encontraron varios dibujos con diferente número de segmentos, sin señas particulares o ornamentación variable. Esto sugiere que el número de segmentos fue de poca importancia para el juego.